# Josip Mihalović
Josip Mihalović (Torda, 16. siječnja 1814. – Zagreb, 19. veljače 1891.), kardinal, zagrebački nadbiskup. 

## Životopis

### Podrijetlo
Mihalović (također Mihalovich, Mihalovics, Mihalovits, Mihajlović) je bila srpsko- hrvatsko- ugarska plemićka obitelj u Slavoniji. Svetorimski car Karlo VI.  (1711.—1740.) udijelio im je 1716. plemstvo, jer su se kao habsburški časnici hrabro borili s Turcima. Do 1763. bili su pravoslavci te su se prezivali Mihajlović. Pristupanjem punomu zajedništvu s Rimom ili uniji, počinje njihov društveni i gospodarski uspon. Obitelj je dala više znamenitih ličnosti, među kojima su skladatelj Edmund, Karlo (=Károly, Dragutin 1830. – 1918.), Hugo (1874. – 1956.), Antun (1868. – 1949., posljednji hrvatski ban u Austro-Ugarskoj), a osobito Josip (József, 1814. – 1891.).

### Školovanje
Rodio se u Tordi (mađ. Torontáltorda), u Vojvodini, u obitelji oca državnoga službenika. Tamo je pošao u pučku školu.
Osnovnu školu (gramatiku) pohađao je u Velikom Bečkereku (Zrenjaninu), srednju školu (gimnaziju, humanistiku) u Segedinu, više škole pak u Temišvaru, gdje je završio filozofiju i bogoslovlje s doktoratom iz teologije. Od 1834. radio je u biskupskoj kancelariji. Za svećenika ga je zaredio 12. kolovoza 1836. čanadski biskup Josip Lonović. 1837. postaje kapelanom gradske župe u Temišvaru (Temesvár-Belváros) i od 1837. ceremonijer (ceremoniarius) i bilježnik Svete Stolice. Godine 1841. postao je biskupov tajnik, njegov pratilac na krizmanju, a 1846. ravnatelj biskupske kancelarije. Veljače 1848. postaje kanonikom, 1849. pak biskupovim podzamjenikom (generalnim provikarom). 

### »Proljeće naroda«
Proljeće naroda 1848. – 1849. utjecalo je i na njegovu djelatnost. Kao ugarski pobunjenički narodnjak u Temišvaru je postavljen pred Vojni sud: 17. studenoga lišen je svih službi, časnih naslova te imanja, te osuđen je na četiri godine zatvora, od čega je oko dvije godine također odslužio u tvrđavi Leopoldov grad (slov. Leopoldov), blizu Nitre u današnjoj Slovačkoj. Godine 1852. dobio je pomilovanje, no ipak je morao biti još četiri godine samo duhovni pomoćnik u zavičaju pod policijskim nadzorom. U listopadu 1855. postao je župnik u Njemačkom Bešenovu, a 1859. dekan i školski nadzornik. U svibnju 1861. ponovo je pridobio kanonikat, a u lipnju je pak postao temišvarski tvornički dušobrižnik (temesvár-gyárvárosi lelkész), kao i opat u Sv. Martinu od Vaške.

## Biskup i kardinal
Godine 1868. primio je imenovanje za duvanjskoga naslovnog biskupa, a 4. svibnja 1870. imenovan je za zagrebačkoga biskupa. 17. srpnja primio je biskupsko ređenje u Beču. Glavni posvetitelj bio je nadbiskup Mariano Falcinelli Antoniacci, naslovni biskup atenski. Ustoličen je bio u Zagrebu 6. kolovoza 1870. 
Dana 22. lipnja 1877. papa Pio IX. imenuje ga za kardinala-svećenika pri San Pancrazio fuori le mura. Kardinalski šešir primio je u Rimu u Bazilici svetoga Petra 25. lipnja 1877. Sudjeluje u konklavi 1878. kod izbora pape Lava XIII. S negodovanjem je prihvatio nadbiskupsku službu. Ubrzo nakon dolaska u Zagreb – već 1881. – odlučio je dati ostavku i tražiti premještaj u neku od mađarskih biskupija s obrazloženjem kako ne može živjeti u „neprijateljskoj zagrebačkoj okolini“ te je samo na izričitu želju kralja i crkvenih poglavara ostao. 

### Djelatnost
U crkvenomu, narodnom, kulturnom i političkom životu velike su tragove ostavili njegov predšasnik Haulik, kao i njegov suvremenik Strossmayer. U svome se djelovanju osobito brinuo o školovanju svećeničkoga podmlatka, pa je 1878. na njegov poticaj ustanovljeno dječačko sjemenište i gimnazija. Za uzdržavanje budućih svećeničkih kandidata odredio je prihode četvorice kanonika. 
Mihalović je postavio Jurja Posilovića urednikom Zagrebačkoga katoličkog lista (ZKL, 1872. – 1875.). Posilović je uz to 1874. postao i redovnim predavačem na Bogoslovnom fakultetu Sveučilišta Franje Josipa I. u Zagrebu, pa je tu službu obavljao sve do svoga imenovanja za senjsko-modruškog biskupa. U ZKL-u je objavio više stručnih rasprava u povodu Prvoga vatikanskog sabora  (1869. – 1870.), pa i znamenitu konstituciju Vječni Pastir (Pastor Æternus), koja sadrži određenje papinske nezabludivosti u nauku ex cathedra.

### Potres i obnova katedrale
Mihalovićevo veliko djelo je obnova Zagrebačke katedrale, punim nazivom: Prvostolne crkve Blažene Djevice Marije na nebo Uzete, svetog Stjepana Kralja i svetog Ladislava Kralja. Već 1874. počeo je Strossmayer – čija je biskupija imala u Slavoniji velika i bogata imanja – prikupljati sredstva za obnovu. Promicatelj je bio također i Josip Stadler. Dugo pripremanu obnovu prekinuo je snažan potres 9. studenoga 1880., koji je jako oštetio Zagreb, brojne crkve, ali i samu katedralu, u kojoj je u to vrijeme kanonik Franjo Rački na pokrajnjemu oltaru služio svetu misu. Svoje dojmove o potresu opisao je u »Obzoru« s nadnevkom od 5. studenoga: 
»... kad je započeo strahotan zviždanj, pa lom svodova i mrak, povećan prašinom, tako da se vidjelo gibanje crkvenih zidova i stupova posve sablasno.»
Krajem XVII. i osobito tijekom XVIII. stoljeća unutrašnjost katedrale preplavili su barokni oltari – od ukupno 32 oltara samo su tri našla svoje mjesto u obnovljenoj katedrali. Nakon potresa, provedena je obnova katedrale (1880. – 1902.) u neogotičkome stilu pod vodstvom arhitekta Hermanna Bolléa i pokroviteljstvom Izidora Kršnjavog. Cijena obnove iznosila je 2 494 430 kruna. Zagrebačka prvostolna crkva dobila je svoj današnji oblik. Nedostaje jedino krov od glazirana crijepa (kakvim je pokrivena crkva Sv. Marka na Gornjem gradu), tzv. «zastava zagrebačke katedrale», koji je zbog dotrajalosti 1961. godine zamijenjen bakrenim limom.
No, obnova je katedrale počela već prije potresa. Strossmayera već 1874. pokreće u javnosti promidžbu za obnovu katedrale. Bolléu 1878. daje idejne nacrte za rekonstrukciju katedrale. Već sljedeće godine Josip Mihalović krenuo je s novom obnovom katedrale koja će u medijima dobiti ime „Bolléova katedrala“. Radovi su se mogli nastaviti u većemu obujmu tek nakon potresa. Dosta skupljenog novca utrošeno je na neke druge pogođene zgrade. Kako su se poslovi zavukli, završetak radova biskup Mihalović nije dočekao, jer je umro 1895.

## Smrt i uspomena
Mihalović je umro 19. veljače 1891 u Zagrebu, u 87. godini života. Pokopan je u prvostolnici, koje obnovu nije dočekao. Liberalni časopis »Obzor«, koji mu je za života često prkosio, u posmrtnom mu je slovu odao zasluženo priznanje, kad je zapisao, kako 
»nije opravdao ni bojazan naroda, ni nade onih drugih da im služi. Za njega carstvo blagosti i pravice nisu bile prazne riječi. Bio je trajno pod dojmom neprijateljskog dočeka u Hrvatskoj, što ga je sputavalo u njegovu djelovanju.«
1886. su u Zagrebu i diljem cijele nadbiskupije sa svim svečanostima proslavljali pedesetgodišnjicu njegove mlade mise. Tada se je jasno pokazalo, da si je baš »krotkošću i mudrim ravnanjem uspio pridobitil potpunu naklonost prije nepovjerljivoga hrvatskog naroda.«

## Vanjske poveznice
- Josip Mihalović – sedamdeseti po redu zagrebački (nad)biskup  Arhivirana inačica izvorne stranice od 3. rujna 2021. (Wayback Machine)
- Magyar Katolikus Lexikon – M – Mihalovics
- Svi hrvatski kardinali, IKA, 24. listopada 2003., IKA P - 63684/10

| Titule u Katoličkoj Crkvi     | Titule u Katoličkoj Crkvi                                          | Titule u Katoličkoj Crkvi             |
| ----------------------------- | ------------------------------------------------------------------ | ------------------------------------- |
| prethodnik Juraj Haulik       | zagrebački nadbiskup 1870.–1891.                                   | nasljednik Juraj Posilović            |
| prethodnik Clément Villecourt | kardinal-prezbiter naslova San Pancrazio fuori le mura 1894.–1914. | nasljednik Francesco Ricci Paracciani |